# حکومت نظامی (فیلم ۱۹۹۱)
«حکومت نظامی» (انگلیسی: Martial Law) فیلمی در ژانر اکشن و رزمی به کارگردانی استیو کوهن است که در سال ۱۹۸۹ منتشر شد. از بازیگران آن می‌توان به چاد مک‌کوئین، سینتیا روتراک، و دیوید کارادین اشاره کرد.